# 奥克斯代尔
奥克斯代尔（英語：Oakesdale）為美国华盛顿州惠特曼县的一个城镇，位于该县东北部。总人口422人（2010年）。